# Otitesella minima
Otitesella minima är en stekelart som beskrevs av Joseph 1957. Otitesella minima ingår i släktet Otitesella och familjen fikonsteklar. Inga underarter finns listade i Catalogue of Life.